# Izidor Reja
Izidor Reja, slovenski zdravnik in rodoljub, * 11. september 1877, Vipolže, † 17. april, 1918, Trst.
Rodil se je v družini Ivana Reje. Medicino je študiral na Dunaju in 24. decembra 1903 promoviral. Že kot študent je bil predsednik akademskega društva Adrija. Kot zdravnik je služboval na Mostu na Soči, Braniku (takrat Rihemberk), Komnu in Bazovici, kjer je bil tudi vojaški zdravnik. V vseh krajih kjer je služboval je deloval narodnoobrambno, na Bazovici zlasti pri Družbi svetega Cirila in Metoda in bil njen pokrovitelj. Zaradi slabih razmer, v katerih so živeli slovenski umetniki, je hotel ustanoviti Društvo ljubiteljev slovenske umetnosti. Do ustanovitve ni prišlo, pač pa je spomladi 1912 sprožil akcijo, ki naj bi Ivana Cankarja zdravstveno okrepila in ga iztrgala iz gostilniškega okolja na ljubljanskem Rožniku. S Cankarjem je bil prijatelj in njegov podpornik. Ko ga je maja 1912 obiskal na Rožniku, je kot zdravnik opazil, da z njegovim zdravjem ni vse v redu. Zato je med svojimi znanci organiziral zbiranje denarja, s katerim bi plačali dolg na Rožniku in iskal ljudi, pri katerih bi Cankar na Primorskem lahko nekaj časa živel, pozimi 1912 odpotoval v Pariz in po vrnitvi ponovno nekaj časa živel na Primorskem, ter bil na koncu telesno in duševno pripravljen za pisateljsko delo v novem, urejenem življenju. Akcija v celoti ni uspela, ker Reja ni računal na Cankarjevo bohemsko naravo, tako je bil od srede junija do srede julija gost Reje na Bazovici, nato avgusta pri Henriku Tumi v Kranjski gori jeseni 1912 pa ponovno nekaj  pri Reji.